# Nurjon Iulaxeva
Nurjon (Нурхон, nacida Nurjon Iulaxeva; 1913 - 1 de julio de 1929) fue una joven danzarina del pueblo uzbeko a principios del siglo XX. Nacida en Marg‘ilon, en el Valle de Ferganà al este del Uzbekistán, Nurjon fue una de las primeras mujeres de Uzbekistán en bailar sin tener la cara cubierta con el velo islámico. 

## Historia
Nurjon Iulaxeva se escapó de casa a edad temprana para unirse a un grupo de danza ruso. Fue asesinada a puñaladas por su hermano, bajo las órdenes de su padre, por haber osado bailar sin el velo en 1929. Las autoridades soviéticas rindieron honores a Nurjon como heroína de la emancipación femenina y como modelo para las mujeres del pueblo uzbeko en la nueva sociedad socialista. Miles de personas asistieron al funeral y las mujeres se sacaron el velo ante su ataúd. Su padre y su hermano fueron juzgados por asesinato y ejecutados, y el jefe del pueblo (ming-boshi) y el mulá local exiliados. Se erigió una estatua en su honor en Marguilan, su villa natal, después de su muerte.
El monumento a Nurjon fue derribado poco después de que la República Socialista Soviética de Uzbekistán fuera proclamada el estado independiente de Uzbekistán el 31 de agosto de 1991. La estatua de esta chica fue juzgada «inconveniente» para los tiempos postsoviéticos, más conservadores y tradicionalistas. Aun así, en la ciudad de Ferganá hay una sala de cine que todavía lleva su nombre.
La figura de Nurjon fue la protagonista principal de una obra de teatro soviética escrita por Kamil Yashin en los tiempos de Stalin.